# Vaccinium cavendishioides
Vaccinium cavendishioides är en ljungväxtart som beskrevs av Herman Otto Sleumer. Vaccinium cavendishioides ingår i Blåbärssläktet, och familjen ljungväxter. Inga underarter finns listade i Catalogue of Life.